# Мальчикам это нравится
«Мальчикам это нравится» (англ. The House Bunny) — комедия режиссёра Фреда Вульфа с Анной Фэрис в главной роли.

## Сюжет
Девушка по имени Шелли работает моделью журнала Playboy. Она обладает привлекательной внешностью, обаянием и является всеобщей любимицей. Но её головокружительная карьера однажды заканчивается из-за внутрижурнальных интриг и недобросовестной конкуренции: под предлогом пенсионного для модели возраста (героине уже 27 лет) её увольняют из издания.
В результате Шелли сталкивается лицом к лицу с таким сложным и странным миром обычных людей. Это пугает её, ведь всю свою сознательную жизнь Шелли провела на съёмочной площадке, на шезлонге у бассейна или в салонах красоты, а её круг общения ограничивался исключительно фотографами и мальчиками модельной внешности, обладающими низким уровнем интеллекта. Блуждая по городу, Шелли наталкивается на одно из студенческих «сестринств». Она узнает о принципах работы клубов, а также о том, что одному из них требуется заведующая. Шелли решает, что справится с этой работой, ведь в особняке Playboy она как раз занималась организаторской деятельностью.
Девушки, проживающие в Zeta Alpha Zeta, совершенно не похожи на Шелли — весьма закомплексованные, непопулярные и попросту неухоженные. Из-за этого их организация не пользуется популярностью, а сами девушки не пользуются успехом у противоположного пола. Именно поэтому к ним никто не хочет вступать. Ректор ставит им условие: они должны принять в клуб ещё 30 девушек, иначе их выселят, а сестринство расформируют. Шелли, несмотря на свою популярность, очень добрая и отзывчивая, решает помочь девочкам со спасением общежития и улучшением их имиджа. С помощью тренировок, обучения девочек различным женским уловкам, обновления гардероба и макияжа, Zeta становится самым популярным клубом года, у них нет отбоя от желающих.
Одновременно с этим, Шелли знакомится с Оливером, порядочным и серьёзным парнем, занимающимся волонтерством и филантропией. Девушка, привыкшая, что парням из её окружения она нравится только как не очень умный сексуальный объект, пытается вести себя подобным образом и с Оливером. Парень считает её глупой пустышкой и уходит со свидания. Теперь Шелли просит девочек о помощи, они должны поднатаскать её по части хороших манер, эрудиции и более сдержанного гардероба. Но и в этот раз свидание идет прахом.
В отсутствие Шелли остальные девочки выбирают новых членов клуба. Они смотрят исключительно на внешность, насмехаются над непопулярными кандидатками и сплетничают. Это выводит из себя Лили — самую тихую и скромную из всех членов сестринства, которая до этого общалась со всеми только при помощи СМС. Она говорит, что Zeta превратилась в кучку надменных девиц, и что до преображения ни одна из них не прошла бы этот отбор. Разозленные девочки винят во всем Шелли и выгоняют её из дома.
Бармен особняка Playboy Марвин рассказывает владельцу о подстроенном увольнении Шелли. Тот звонит девушке и предлагает вернуться. Она от безысходности соглашается. Но Шелли уже не та глупенькая модель, что была раньше. Она не может сосредоточиться на фотосессиях и скучает по подругам. Спустя время девушки, нашедшие в своей внешности и поведении «золотую середину» (они продолжили ухаживать за собой, но сохранили свою неповторимую индивидуальность, перестав быть просто сексуальными куклами), приезжают за Шелли, извиняются и рассказывают последние новости. Из-за подстроенных козней другого сестринства, они не приняли ни одно заявление, и их выселяют.
Шелли с подругами бежит на собрание кампуса и отстаивает свой клуб. Она предлагает девушкам из зала вступить в Zeta прямо сейчас, на собрании. Собрав 30 желающих, Шелли спасает клуб и воссоединяется с Оливером.

## В ролях
- Анна Фэрис — Шелли Дарлингсон
- Колин Хэнкс — Оливер, возлюбленный Шелли
- Эмма Стоун — Натали, президент клуба Zeta Alpha Zeta
- Кэт Деннингс — Мона
- Кэтрин Макфи — Хармони
- Румер Уиллис — Джоанна
- Кили Уильямс — Лили
- Дана Гудман — Кэрри Мэй
- Кимберли Маккоук — Таня
- Моне Мазур — Кассандра
- Тайсон Риттер — Колби, возлюбленный Натали
- Сара Райт — Эшли, президент клуба Phi Iota Mu
- Рэйчел Спектер — Кортни, подруга Эшли
- Кристофер Макдональд — мистер Симмонс, декан
- Беверли Д’Анджело — миссис Хагстром, заведующая общежития Phi Iota Mu
- Оуэн Бенджамин — Марвин, слуга в «Доме Playboy»
- Хью Хефнер — в роли самого себя
- Холли Мэдисон — в роли самой себя
- Бриджет Марквардт — в роли самой себя
- Кендра Уилкинсон — в роли самой себя
- Сара Джин Андервуд — в роли самой себя
- Лорен Мишель Хилл — в роли самой себя
- Хироми Осима — в роли самой себя

## Критика
На агрегаторе рецензий Rotten Tomatoes рейтинг одобрения составляет 43 % на основе 125 отзывов со средней оценкой 5,1 из 10. Консенсус сайта гласит: «Анна Фэрис не может спасти эту посредственную шаблонную комедию».
Джон Андерсон из Variety заявил, что фильм представляет собой «блаженную комедию, которая должна привести Анну Фэрис к особой славе». Натан Ли из The New York Times написал, что фильм «придает веселую окраску своим многочисленным клише», и «это колесо не изобреталось заново, но, по крайней мере, оно покрыто красивым свежим слоем розовой краски и жевательной резинки».

## Сборы
Бюджет фильма составил 25 млн $. В прокате с 22 августа по 12 октября 2008 года наибольшее число показов было в 2763 кинотеатрах единовременно. За время проката фильм собрал в мире 70 442 940 $, из которых 48 237 389 $ в США и 22 205 551 $ в остальном мире. В странах СНГ фильм шёл с 2 октября по 7 декабря 2008 года и собрал 1 613 782 $.